# Аквилани, Альберто
Альбе́рто Аквила́ни (итал. Alberto Aquilani; род. 7 июля 1984, Рим) — итальянский футболист, полузащитник; тренер. Выступал за национальную сборную Италии. В 2019 году объявил о завершении карьеры.

## Карьера

### «Рома»
Занимался в школе «Спес Монтесакро», где был замечен скаутами «Ромы». Выступал за «Рому» на юношеском уровне. В марте 2001 года перспективного игрока пытались приобрести «Челси» и «Арсенал», но он предпочёл остаться в «Роме». 17 декабря 2002 года Аквилани провёл свой первый матч за основную команду «Ромы» — в ответном матче Кубка Италии против «Триестины» (1:1; 4:1 пен.). 10 мая 2003 года дебютировал в Серии A в матче против «Торино» (3:1). Сезон 2003/04 Аквилани провёл в аренде в «Триестине», являвшейся середняком Серии B, там он был игроком основного состава (41 игра, 4 гола), и его игра за эту команду была высоко оценена специалистами. По возвращении в «Рому» он начал регулярно выходить на поле и показывал неплохую игру, однако пропустил немало игр из-за травм. Выиграл с клубом два Кубка Италии, боролся за высокие места в Серии A, играл в еврокубках. Провёл за команду 147 матчей (из них 102 в Серии A), забил 15 голов (9 в Серии A).

### «Ливерпуль»
Летом 2009 года в прессе появились сообщения о том, что Аквилани может перейти из «Ромы» в «Ливерпуль», искавший замену Хаби Алонсо, который был близок к переходу в мадридский «Реал». 6 августа было опубликовано официальное сообщение о том, что принципиальное соглашение между клубами о трансфере достигнуто, после чего «красные» получили возможность вести переговоры с самим Альберто. 7 августа «Ливерпуль» подтвердил, что игрок успешно прошёл медосмотр, и контракт с ним подписан. 13 августа было объявлено, что в новой команде Альберто получил четвёртый номер, который до него носил Сами Хююпия.

### «Ювентус»
21 августа 2010 года «Ливерпуль» и «Ювентус» достигли соглашения о годичной аренде игрока. 25 августа Аквилани подписал контракт с «бьянконери» на год с возможностью приоритетного права выкупа футболиста по окончании сезона 2010/11 за €16 млн. 24 июня 2011 года агент игрока заявил, что Аквилани вернётся в «Ливерпуль», потому что «Ювентус» не будет выкупать его контракт у англичан.

### «Милан»
24 августа 2011 года Аквилани на правах аренды перешёл из «Ливерпуля» в «Милан» с возможностью выкупа прав на игрока за 6 млн евро.

### «Фиорентина»
3 августа 2012 года игрок подписал контракт с «Фиорентиной» сроком на три года.

### «Сассуоло»
3 января 2017 года перешёл в «Сассуоло» на правах аренды до конца сезона 2016/17.

### «Лас-Пальмас»
25 августа 2017 года Аквилани на правах свободного агента перешёл в испанский клуб «Лас-Пальмас», с которым заключил контракт на два года.

### Сборная Италии
Имеет большой опыт выступлений за юношеские сборные Италии различных возрастов. В 2003 году выиграл чемпионат Европы до 19 лет, провёл все пять матчей финальной стадии турнира, забил один гол, был одним из ведущих игроков команды.
15 ноября 2006 года провёл свой первый матч за взрослую сборную страны, против Турции (1:1). Был игроком основного состава молодёжной сборной на первенстве Европы для игроков до 21 года в 2007 г., забил 2 гола на турнире. Участвовал в составе сборной Италии в чемпионате Европы 2008 года, провёл два матча из четырёх. 15 октября 2008 года открыл счёт своим голам за национальную сборную, сделав дубль в матче отборочного турнира ЧМ-2010 с черногорцами (счёт матча 2:1).

## Тренерская карьера
17 июля 2020 года назначен главным тренером молодёжной команды «Фиорентины».

## Статистика

### Клубная
| Клуб      | Сезон       | Чемпионат | Чемпионат | Чемпионат | Кубок | Кубок | Кубок | Еврокубки | Еврокубки | Еврокубки | Другие | Другие | Другие | Всего | Всего | Всего |
| Клуб      | Сезон       | Игры      | Голы      | Пасы      | Игры  | Голы  | Пасы  | Игры      | Голы      | Пасы      | Игры   | Голы   | Пасы   | Игры  | Голы  | Пасы  |
| --------- | ----------- | --------- | --------- | --------- | ----- | ----- | ----- | --------- | --------- | --------- | ------ | ------ | ------ | ----- | ----- | ----- |
| Рома      | 2002/03     | 1         | 0         | ?         | 1     | 0     | ?     |           |           |           |        |        |        | 2     | 0     | ?     |
| Триестина | 2003/04 (Б) | 41        | 4         | ?         |       |       |       |           |           |           |        |        |        | 41    | 4     | ?     |
| Рома      | 2004/05     | 29        | 0         | ?         | 4     | 0     | ?     | 5         | 0         | ?         |        |        |        | 38    | 0     | ?     |
| Рома      | 2005/06     | 24        | 3         | ?         | 4     | 2     | ?     | 8         | 1         | 3         |        |        |        | 36    | 6     | 3     |
| Рома      | 2006/07     | 13        | 1         | 1         | 3     | 0     | 1     | 5         | 0         | 0         | 1      | 2      |        | 22    | 3     | 2     |
| Рома      | 2007/08     | 21        | 3         | 0         | 4     | 1     | 0     | 5         | 0         | 0         | 1      | 0      |        | 31    | 4     | 0     |
| Рома      | 2008/09     | 14        | 2         | 1         | 1     | 0     | 0     | 4         | 0         | 0         | 1      | 0      |        | 20    | 2     | 1     |
| Рома      | Всего       | 102       | 9         | 2         | 17    | 3     | 1     | 27        | 1         | 3         | 3      | 2      | 0      | 149   | 15    | 6     |
| Ливерпуль | 2009/10     | 18        | 1         | 6         | 2     | 0     | 0     | 5         | 1         | 0         | 1      | 0      | 6      | 26    | 2     | 6     |
| Ливерпуль | 2010/11     |           |           |           |       |       |       | 2         | 0         | 0         |        |        |        | 2     | 0     | 0     |
| Ливерпуль | Всего       | 18        | 1         | 6         | 2     | 0     | 0     | 7         | 1         | 0         | 1      | 0      | 0      | 28    | 2     | 6     |
| Ювентус   | 2010/11     | 33        | 2         | 5         | 1     | 0     | 0     |           |           |           |        |        |        | 34    | 2     | 5     |
| Милан     | 2011/12     | 23        | 1         | 8         |       |       |       | 7         | 0         | 1         |        |        |        | 30    | 1     | 9     |

Данные на 23 мая 2012 года.

## Личная жизнь
Встречается с итальянской актрисой Микелой Кватрочокке. 18 апреля 2011 года у пары родился первенец — дочь Аврора. 4 июля 2012 года Альберто и Микела поженились. 3 ноября 2014 года у пары родилась вторая дочь, названная Диаманте.

## Достижения

### Командные
«Рома»
- Вице-чемпион чемпионата Италии: 2005/06[34], 2006/07, 2007/08
- Обладатель Кубка Италии: 2006/07, 2007/08
- Финалист Кубка Италии: 2002/03, 2004/05, 2005/06
- Обладатель Суперкубка Италии: 2007

Сборная Италии до 19 лет
- Чемпион Европы: 2003

### Личные
- Лучший игрок чемпионата Европы (до 19): 2003